# Sphalloplana georgiana
Sphalloplana georgiana är en plattmaskart som beskrevs av Libbie Henrietta Hyman 1954. Sphalloplana georgiana ingår i släktet Sphalloplana och familjen Planariidae. Inga underarter finns listade i Catalogue of Life.